# ريغي باينوم
ريغي باينوم (بالإنجليزية: Reggie Bynum)‏ هو لاعب كرة قدم أمريكية أمريكي، ولد في 10 فبراير 1964 في غرينفيل في الولايات المتحدة.

## وصلات خارجية
- ريغي باينوم على موقع مرجع كرة القدم المحترفة.كوم (الإنجليزية)